# Jeremy Wariner
Jeremy Wariner, född den 31 januari 1984 i Irving, Texas, är amerikansk friidrottare som tävlar framför allt på 400 meter. 
Wariners genombrott kom vid Olympiska sommarspelen 2004 i Aten där han vann guld på såväl 400 meter och i stafett på 4 x 400 meter. I finalen på 400 meter noterade Wariner ett nytt personligt rekord med tiden 44,00. Året efter deltog Wariner vid VM i Helsingfors där han återigen vann guld på både 400 meter och i stafett. Han sänkte även sitt personliga rekord på 400 meter till 43,93. I slutet av säsongen var han med på IAAF World Athletics Final men slutade sist. 2006 var inget mästerskapsår för amerikanen och under året var han med och delade på jackpoten i IAAFs Golden League. Han vann även den efterföljande IAAF World Athletics Final. På tävlingen i Rom förbättrade han sitt personliga rekord till 43.62.
Inför friidrotts-VM 2007 i Osaka försökte Wariner kvala in på den för honom något ovanliga distansen 200 meter men misslyckades vid de amerikanska mästerskapet att bli bland de tre första. Däremot lyckades han försvara sitt guld på både 400 meter och i stafett. Hans tid i finalen 43,45 var inte bara ett nytt personligt rekord utan det förde också upp honom på tredje plats genom tiderna på 400 meter. Bara landsmännen Michael Johnson och Butch Reynolds har sprungit snabbare. 
Under 2008 hamnade Wariner i skuggan av landsmannen LaShawn Merritt som flera gånger slog Wariner. Under Golden League vann Wariner fyra av fem tävlingar men förlorade mot Merritt vid ISTAF i Berlin. Det stora mötet blev vid Olympiska sommarspelen 2008 i Peking där båda hade vunnit var sin semifinal. Emellertid var Merritt nästan en sekund snabbare i finalen som han vann på 43,75 mot Wariners 44,74. Båda två tillsammans med trean från OS-finalen  David Neville och den olympiske mästaren på 400 meter häck Angelo Taylor ingick i stafettlaget på 4 x 400 meter som vann OS-guld på det nya olympiska rekordet 2.55,39.
Vid VM 2009 stod åter striden om guldet på 400 meter mellan Wariner och Merritt och precis som vid Olympiska sommarspelen var det Merritt som vann guldet med Wariner som tvåa. Däremot blev han världsmästare i stafett på 4 x 400 meter.

## Personligt rekord
- 400 meter - 43,45, VM i Osaka 2007